# La Pau
La Pau – stacja metra w Barcelonie, na linii 2 i 4. Stacja została otwarta w 1997.